# Communauté de communes du Val de Neuné
Die Communauté de communes du Val de Neuné ist ein ehemaliger französischer Gemeindeverband mit der Rechtsform einer Communauté de communes im Département Vosges in der Region Lothringen. Der Gemeindeverband wurde am 30. Dezember 2002 gegründet und umfasste neun Gemeinden. Der Verwaltungssitz befand sich im Ort Corcieux. Die Mitgliedsgemeinden lagen überwiegend im Einzugsbereich des Neuné, eines Nebenflusses der Vologne, in den Vogesen.

## Historische Entwicklung
Mit Wirkung vom 1. Januar 2017 fusionierte der Gemeindeverband mit
- Communauté de communes de Saint-Dié-des-Vosges,
- Communauté de communes Fave, Meurthe, Galilée,
- Communauté de communes du Pays des Abbayes,
- Communauté de communes de la Vallée de la Plaine und
- Communauté de communes des Hauts Champs

und bildete so die Nachfolgeorganisation Communauté d’agglomération de Saint-Dié-des-Vosges.
Trotz der Namensähnlichkeit mit einer der Vorgängerorganisationen handelt es sich um eine Neugründung mit anderer Rechtspersönlichkeit.

## Ehemalige Mitgliedsgemeinden
1. Arrentès-de-Corcieux
2. Barbey-Seroux
3. Biffontaine
4. La Chapelle-devant-Bruyères
5. Corcieux
6. Gerbépal
7. La Houssière
8. Les Poulières
9. Vienville